# Ceratina viridicincta
Ceratina viridicincta är en biart som beskrevs av Cockerell 1931. Ceratina viridicincta ingår i släktet märgbin, och familjen långtungebin. Inga underarter finns listade i Catalogue of Life.